# Macaranga tessellata
Macaranga tessellata là một loài thực vật có hoa trong họ Đại kích. Loài này được Gage mô tả khoa học đầu tiên năm 1917.